# Sermstyle
Jamie Michael Robert Sanderson (South Shields, Engleska, 24. studenog 1987.), bolje poznat po svom umjetničkom imenu Sermstyle je engleski producent i tekstopisac koji trenutno živi u Newcastle upon Tyneu, Engleskoj. Surađivao je mnogim izvođačima kao što su Wiz Khalifa, Kendrick Lamar, Young Buck, Kid Ink, Yung Berg, Bei Maejor, Mistah F.A.B., J. R. Rotem i mnogi drugi.

## Diskografija
| Izvođač                               | Pjesma           | Album               | Godina |
| ------------------------------------- | ---------------- | ------------------- | ------ |
| Young Buck                            | Steriodz         | nije s albuma       | 2010.  |
| Young Buck                            | Soldier Sermon   | nije s albuma       | 2010.  |
| Young Buck                            | Too Much         | nije s albuma       | 2010.  |
| Jaycee Payaso (feat. Stat Quo)        | My Estate        | Sing City           | 2010.  |
| Jaycee Payaso (feat. Vado)            | H.A.T.           | Sing City           | 2010.  |
| Wiz Khalifa                           | Still Blazin'    | Kush & Orange Juice | 2010.  |
| Eminem (feat. B.o.B)                  | Things Get Worse | nije s albuma       | 2010.  |
| Lil Chuckee (feat. Jaycee Payaso)     | My City          | Charles Lee Ray     | 2010.  |
| Lil Chuckee                           | Final Countdown  | Charles Lee Ray     | 2010.  |
| Pete G (feat. Cashis)                 | Shit Happens     | nije s albuma       | 2010.  |
| Kid Ink (feat. Bei Maejor)            | Home             | Daydreamer          | 2011.  |
| Kid Ink (feat. Kyle Christopher)      | Feel The Pain    | Daydreamer          | 2011.  |
| Kendrick Lamar (feat. Nu Jerzy Devil) | I'm Ghost        | nije s albuma       | 2012.  |